# Пап-Альюн Ндіайе
Пап-Альюн Ндіайе (фр. Pape Alioune N'Diaye, нар. 4 лютого 1998) — французький футболіст сенегальського походження, центральний захисник австрійського клубу «Альтах».

## Життєпис
Народився у Франції в родині вихідців з Сенегалу. Футбольний шлях розпочав у молодіжній академії французького «Валансьєна», в якому займався до 2016 року. Потім переїхав до Італії, з квітня по червень 2016 року виступав за юнацьку команду «Болоньї». Проте через величезну конкуренцію перейшов до скромнішого «Барі», за юнацьку команду якого виступав до червня 2017 року.
3 серпня 2017 року підписав контракт з іспанським клубом «Лорка Депортіва». Команда виступала в Сегунда Дивізіоні Б. Дебютував у вище вказаному турнірі за команду з Лорки 20 серпня 2017 року в програному (1:4) виїзному поєдинку 1-о туру проти другої команди «Реал Бетісу». Пап вийшов на поле в стартовому складі та відіграв увесь матч. Єдиним голом за «Дорку Депортіво» відзначився 5 листопада 2017 року на 90+2-й хвилині програного (2:4) домашнього поєдинку 13-о туру чемпіонату проти «Сан-Фернандо». Ндіайе вийшов на поле на 46-й хвилині, замінивши Пелі. У складі іспанського клубу в Сегунда Дивізіоні Б зіграв 13 матчів (1 гол), ще 2 поєдинки провів за команду у кубку Іспанії. З липня 2018 року перебував у статусі вільного агента.
На початку вересня 2019 року підписав 2-річний контракт з «Ворсклою», ставши першим французьким гравцем в історії клубу. У новій команді отримав футболку з 92-м ігровим номером. Дебютував у футболці полтавського клубу 14 вересня 2019 року в програному (1:2) виїзному поєдинку 7-о туру української Прем'єр-ліги проти львівських «Карпат». Пап вийшов на поле на 85-й хвилині, замінивши Тодора Петровича. За підсумками того ж сезону став з командою фіналістом Кубка України 2019/20. 
27 серпня 2021 року підписав контракт з клубом австрійської Бундесліги «Альтах».

## Досягнення

### Командні
- Фіналіст Кубка України: 2019/20
- Володар Суперкубка Казахстану: 2024

### Особисті
- Легіонер року в чемпіонаті України: 2020[7]